# 율빛초등학교
율빛초등학교는 대한민국 경기도 양주시에 있는 공립 초등학교이다.교장은 김동연 교장이다.

## 연혁
- 2021년 3월 1일 : 개교